# Pedro Rousseff
Pedro Farah Rousseff (Belo Horizonte, 5 de novembro de 1999) é um administrador e político brasileiro, atualmente vereador de Belo Horizonte. É sobrinho-neto da 36.ª presidente do Brasil, Dilma Rousseff.

## Carreira

### Formação
Pedro Rousseff é formado em administração pelas Faculdades Ibmec (antigo Instituto Brasileiro de Mercado de Capitais - IBMEC/MG).

### Atuação política e parlamentar
Entre 2022 e 2024, atuou como Conselheiro de Juventude de Belo Horizonte e participou da coordenação da campanha presidencial de Luiz Inácio Lula da Silva em Minas Gerais.
Nas eleições de 2024, foi eleito vereador de Belo Horizonte pelo Partido dos Trabalhadores (PT) com 17 595 votos, tornando-se o 6.º candidato mais votado para a Câmara Municipal de Belo Horizonte.
Em janeiro de 2025, apresentou um projeto de lei para instituir o ensino de combate à desinformação e às notícias falsas nas escolas públicas de Belo Horizonte. O projeto tem como objetivo preparar os estudantes da rede municipal para "identificar, analisar e combater" notícias falsas, promovendo a compreensão do funcionamento dos meios de comunicação, o desenvolvimento da capacidade de verificação de fontes e o incentivo a debates qualificados em sala de aula. Em dezembro de 2024, ainda vereador eleito, Rousseff foi acusado por políticos de direita de disseminar uma notícia falsa nas redes sociais, após ele compartilhar uma postagem, no dia 26 de dezembro, sobre tais políticos serem a favor de se cortar o auxílio de pessoas com deficiência durante as novas regras para a concessão do Benefício de Prestação Continuada (BPC), do qual o presidente Lula vetou o trecho que limitava o acesso de pessoas com deficiência leve ao benefício.